# 豊田眞唯
豊田 眞唯（とよだ まい、1989年12月17日 - ）は、日本の女優。大阪府出身。
物語を創作するのが好きだったことから、やがて演じることにも興味を抱き始める。1998年、以前からファンであった『学校の怪談』シリーズの出演者オーディションに、一般応募で参加。愛敬のある関西弁と天性の明るさで、6,000人の難関を勝ち抜き、主役を射止めた。幼いながらも決して音を上げない芯の強さで、初の演技挑戦にして大役を無事成し遂げた。平山監督に｢彼女の元気に、現場が引っ張られた｣と言わしめた逸材である。
所属事務所はグレースであったが、2012年1月現在事務所サイトの一覧からは名前が外れている。

## 主な出演作品

### テレビ
- 天才てれびくん(NHK) - MTK「スリラー」
- ワイドABCDE〜す(ABC)
- 浪花少年探偵団(NHK)
- たのしい幼稚園(TBS)
- いつでも笑みを!(ABC)
- 人気者でいこう!(ABC)
- 時空トラベル(NHK)
- パパ トールド★ミー 大切な君へ(NHK) - 主演・的場知世 役

### ビデオ
- マルチビタミン

### 映画
- 学校の怪談4(1999年) - 主演・安西弥恵 役
- RED SHADOW 赤影(2001年) - 飛鳥 役
- 夢追いかけて
- 69 sixty nine(2004年) - 主人公ケンの妹 役